# یاسوهیرو هیگوچی
یاسوهیرو هیگوچی (انگلیسی: Yasuhiro Higuchi؛ زادهٔ ۵ مهٔ ۱۹۶۱) بازیکن فوتبال اهل ژاپن است.
از باشگاه‌هایی که در آن بازی کرده‌است می‌توان به باشگاه فوتبال یوکوهاما مارینوس اشاره کرد.